# 布拉霍达特内 (波洛希区)
47°10′8″N 35°31′33″E / 47.16889°N 35.52583°E

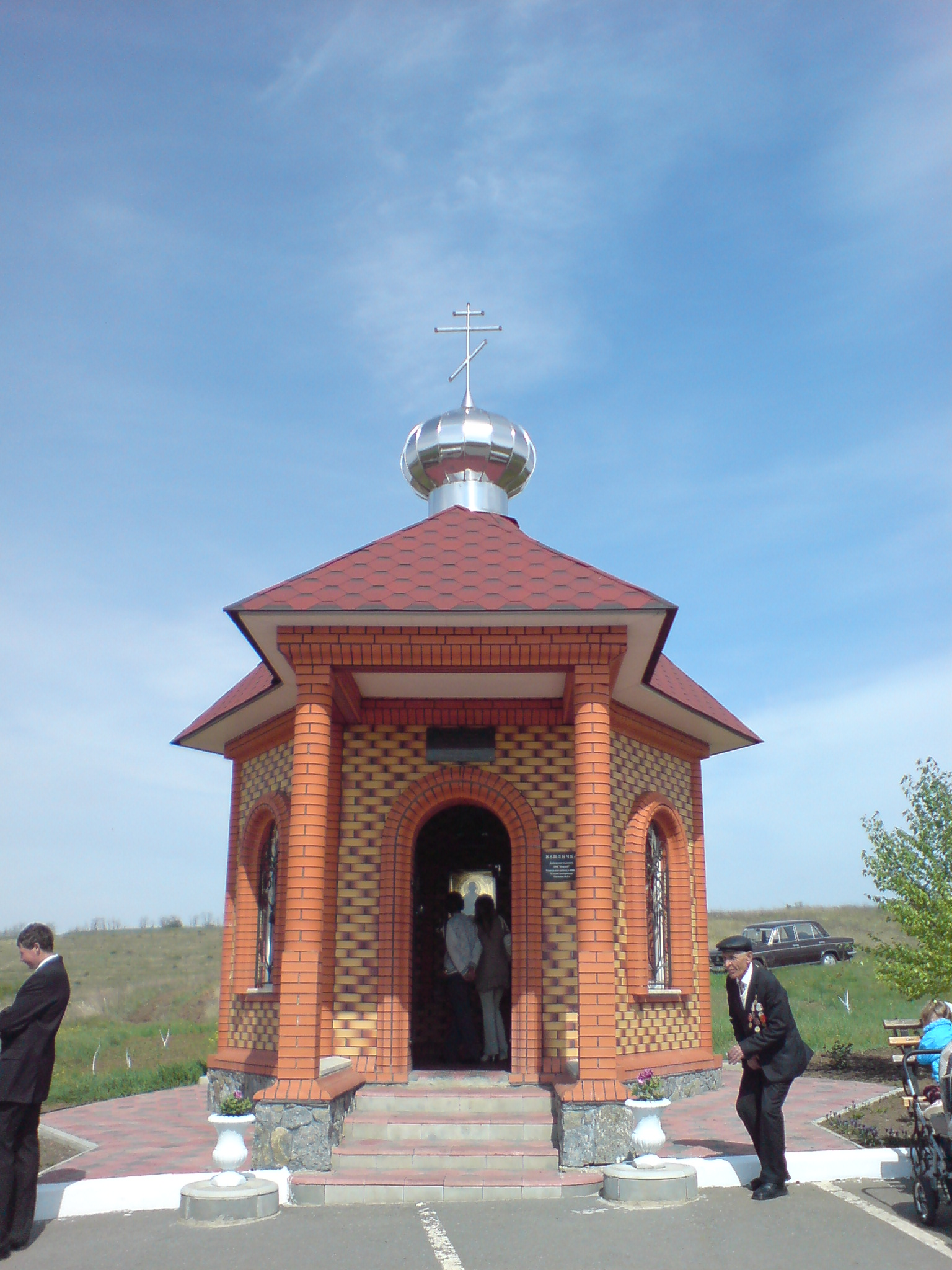

布拉霍達特內（烏克蘭語：Благодатне）是位於烏克蘭東南部的村莊，由扎波羅熱州波洛希區的莫洛昌斯克市鎮負責管轄。該村始建於1804年，面積0.74平方公里，海拔高度33米，2001年人口183，人口密度每平方公里248.3人。